# Rocca del Borgia
La Rocca del Borgia  (« Château du Borgia ») est un château XVIe siècle situé à Camerino, dans les Marches,  construit à l'origine pour César Borgia.

## Histoire
Le château a été conçu par Ludovico Clodio pour César Borgia et a été achevé en 1503. Il a été construit pour faire respecter le pouvoir de Borgia sur Camerino et ses environs après la défaite des Da Varano. Le château possède des tours cylindriques et un donjon massif.
Le château a été utilisé comme poste de commandement par les forces d'occupation allemandes pendant la Seconde Guerre mondiale et est tombé en ruine. La partie du château qui est toujours debout est reconvertie en restaurant.